# Vals-le-Chastel
Vals-le-Chastel – miejscowość i gmina we Francji, w regionie Owernia-Rodan-Alpy, w departamencie Górna Loara.
Według danych na rok 1990 gminę zamieszkiwały 44 osoby, a gęstość zaludnienia wynosiła 11 osób/km² (wśród 1310 gmin Owernii Vals-le-Chastel plasuje się na 785. miejscu pod względem liczby ludności, natomiast pod względem powierzchni na miejscu 1013.).